# Cueva de La Loja
La Cueva de La Loja, es una cueva situada en el concejo asturiano de Peñamellera Baja.
La cueva está situada en las cercanías del río Deva a las afueras del pueblo El Mazo.
La cueva se descubrió en 1908 encontrándose una galería de alrededor de cien metros en los que a la mitad se encuentran las pinturas rupestres paleolíticas. En la pared a una altura de cuatro metros se encuentra un trozo de pared pintado en negro y sobre esta zona pintado en blanco los trazos de seis animales, cuatro toros y dos animales que debido a su estado de conservación no pueden ser identificados.
- Datos: Q3817712